# 闲着
閒著，不涉及兌子、吃子、捉子、攔子、獻子、照、殺等有明顯意義的走子行為，稱為閒著。

## 案例
閒著看似對棋局的演進沒有幫助，有時候卻是分出勝負的關鍵。
以右图所示为例:
1. 相七退九    ...... ，紅方走一步閒著，黑方無棋可走，黑負。